# 克訥瑟爾斯巴赫河
51°25′2.82″N 7°12′32.06″E / 51.4174500°N 7.2089056°E
克訥瑟爾斯巴赫河（德語：Knöselsbach），是德國的河流，位於該國西部，處於北萊茵-威斯特法倫州，屬於魯爾河的右支流，河道全長2.4公里，流域面積5平方公里。